# جوزف کتر
جوزف کتر (انگلیسی: Joseph Keter؛ زادهٔ ۱۳ ژوئن ۱۹۶۹) دونده دو نیمه‌استقامت اهل کنیا است.